# Vakondcickányok
A vakondcickányok (Anourosorex) az emlősök (Mammalia) osztályának Eulipotyphla rendjébe, ezen belül a cickányfélék (Soricidae) családjába és a vörösfogú cickányok (Soricinae) alcsaládjába tartozó nem.

## Előfordulásuk
A vakondcickányok előfordulási területe Délkelet-Ázsia, főleg az India és Kína közé eső térség. Egy faj a Tajvan szigeten endemikus.

## Rendszerezés
A nembe az alábbi 4 élő faj tartozik:
- asszami vakondcickány (Anourosorex assamensis) Anderson, 1875
- Anourosorex schmidi Petter, 1963
- csonkafarkú cickány (Anourosorex squamipes) H. Milne-Edwards, 1872 - típusfaj
- tajvani vakondcickány (Anourosorex yamashinai) Kuroda, 1935